# Jorge García Montes
Jorge García Montes y Hernández (New York, 23 aprile 1896 – New York, 1982) è stato un avvocato e politico cubano.
Fu primo ministro di Cuba dal 1955 al 1957 e anche ministro della pubblica istruzione dal 1957 al 1959 e inoltre senatore dal 1954 al 1959 e deputato nella camera dei rappresentanti dal 1922 al 1944.
Montes si era laureato presso la facoltà di giurisprudenza dell'Università dell'Avana nel 1917. Era sposato con María de la Concepción de Morales de la Torre e insieme avevano una figlia, Graciela. Morì in esilio a New York, dove anche era nato, nel 1982.
| Controllo di autorità | VIAF (EN) 58147121775026392441 · LCCN (EN) no2016091153 · GND (DE) 1129961370 |